# Trichoxys vitticollis
Trichoxys vitticollis är en skalbaggsart som först beskrevs av François Louis Nompar de Caumont de Laporte och Hippolyte Louis Gory 1841.  Trichoxys vitticollis ingår i släktet Trichoxys och familjen långhorningar. Inga underarter finns listade i Catalogue of Life.